# If U Seek Amy
Vous lisez un « bon article » labellisé en 2014.
Singles de Britney Spears
Circus
(2008) Radar
(2009)
Pistes de Circus
Shattered Glass
(5) Unusual You
(7)
If U Seek Amy est une chanson de l'artiste chanteuse américaine pop Britney Spears extraite de son sixième album studio, Circus. Elle est sortie le 13 mars 2009 sous le label Jive Records après avoir été choisie en tant que troisième single de l'album par un sondage sur le site officiel de l'artiste. Le titre a été coécrit et produit par Max Martin, qui a déjà écrit plusieurs chansons pour les trois premiers albums de la chanteuse. Dans If U Seek Amy, Britney Spears est à la recherche d'une femme nommée Amy dans une boîte de nuit, et bien que la chanson ne semble parler que de sexe, elle montre aussi comment la société perçoit la vie de la chanteuse. Musicalement, le titre est une chanson pop d'influence dance qui se caractérise par l'emploi de synthétiseurs.
Le titre de la chanson contient une homophonie qui peut être interprétée en anglais par « F-U-C-K me », qui signifie en français « baise-moi ». À sa sortie, la chanson a déclenché une controverse à cause du double sens supposé des paroles, et elle a alors été modifiée et renommée If U See Amy dans certains pays anglophones, notamment pour pouvoir être diffusée en journée sur les stations de radio.
If U Seek Amy a connu un succès modéré par rapport à certains autres singles de la chanteuse, atteignant le top 20 des classements musicaux en Australie, au Canada, aux États-Unis, en France, au Royaume-Uni et dans quelques autres pays. La chanson a cependant été plutôt bien accueillie par la critique, cette dernière louant la voix assurée de Britney Spears et citant le morceau comme le point culminant de l'album, bien que le double sens du titre soit diversement apprécié.
Le vidéoclip de la chanson montre Britney Spears à une orgie qui a lieu chez elle. À la fin de la vidéo, elle se change et devient une femme au foyer à l'allure conservatrice qui prend la pose avec sa famille devant l'objectif des paparazzi. Destiné à se moquer de la société américaine, le clip s'inspire de plusieurs des précédentes vidéos de la chanteuse et a été comparé au film Eyes Wide Shut.
If U Seek Amy a été chantée par Britney Spears lors des tournées mondiales The Circus Starring: Britney Spears en 2009 et le Femme Fatale Tour en 2011.

## Genèse
La chanson a été coécrite et produite par le suédois Max Martin, qui a écrit des chansons pour les trois premiers albums de Britney Spears, ...Baby One More Time, Oops!... I Did It Again et Britney. If U Seek Amy est alors leur première collaboration depuis 2001, date de sortie de Britney. L'enregistrement du titre a eu lieu aux Conway Recording Studios et aux Sunset Studios, à Los Angeles aux États-Unis. Pour accompagner la voix de Britney Spears, des chœurs ont été enregistrés par Max Martin et Kinnda aux Maratone Studios à Stockholm, en Suède. L'ensemble a été mixé par Serban Ghenea aux MixStar Studios à Virginia Beach, aux États-Unis. La chanson devient la piste n°6 de Circus, le sixième album de la chanteuse, qui sort entre fin novembre et début décembre 2008 selon les pays.
Le 5 décembre 2008, un sondage est mis en place sur le site officiel de la chanteuse, demandant aux internautes de choisir le troisième single de Circus parmi dix chansons de l'album,. Le 7 janvier 2009, If U Seek Amy est annoncée gagnante avec 26 % des votes en sa faveur.

## Composition
If U Seek Amy est une chanson pop au rythme rapide, teintée d'électropop et utilisant des synthétiseurs. Selon la partition publiée sur musicnotes.com par Hal Leonard Corporation, la chanson a un tempo de 130 battements par minute et est en la mineur. La gamme vocale de Britney Spears s'étend du sol3 au do5.
Dans la chanson, Britney Spears est à la recherche d'une femme nommée Amy dans une boîte de nuit. L'idée qu'Amy soit un alter ego de la chanteuse a aussi été avancée. Les couplets se terminent par le hook « Hahahehehahaho », qui est, selon Poppy Cossins de The Sun, en parfaite adéquation avec le ton carnavalesque de l'album,. Le refrain commence avec les vers « Love me, hate me / Say what you want about me » (en français : « Aime-moi, déteste-moi / Dis ce que tu veux sur moi. »), en référence à la fascination qu'engendre Britney Spears et à la perception que le public a de la chanteuse. Elle est ainsi à la fois présentée comme un « objet de désir et un punching ball »,. Selon Neil McCormick du Daily Telegraph, ces vers font également allusion à l'image publique de la chanteuse britannique Amy Winehouse.
La phrase du refrain « All of the boys and all of the girls are begging to if you seek Amy » (en français : « Tous les garçons et toutes les filles sont suppliants si tu cherches Amy. »), grammaticalement incorrecte,, contient une homophonie au niveau du passage « if you seek Amy » qui peut être interprétée en langue anglaise par « F-U-C-K me », qui signifie « baise-moi », la phrase devenant alors « All of the boys and all of the girls are begging to fuck me » (en français : « Tous les garçons et toutes les filles veulent me baiser. »). Ce double sens a été comparé au titre de l'album de Van Halen, nommé For Unlawful Carnal Knowledge (dont les initiales donnent « fuck »), ainsi qu'à une partie du roman Ulysse de James Joyce, dans laquelle l'auteur écrit « If you see Kay » (en français : « Si tu vois Kay »), ce qui donne « F-U-C-K »,.

## Accueil

### Accueil critique
If U Seek Amy est plutôt bien accueillie par la critique. Chris Williams du magazine Billboard considère que la chanson est « Max Martin et Britney Spears dans ce qu'ils ont de meilleur : un rythme dancefloor insistant qui donne envie de taper du pied, le tout nappé de synthétiseurs, et [Britney Spears] qui chante comme si elle s'éclatait à être une bad girl. »,. La journaliste de Rolling Stone Caryn Ganz trouve que la chanson est une de celles qui se démarquent le plus de l'album. Alexis Petridis du Guardian constate que son élocution forte et assurée fait manifestement défaut dans le reste de l'album. Joey Guerra du Houston Chronicle dit aussi que le « personnage plus agressif et direct » que Britney Spears adopte dans If U Seek Amy fait que la chanson est l'un des points forts de l'album. Dans The Emory Wheel, Julia Cox considère que la chanson est « la plus puissante et la moins orthodoxe de l'album ». Ricardo Baca du Denver Post estime que la chanson est la plus fascinante de l'album et trouve que le double sens est « trash, intelligent et aussi assez fun. Et [que] c'est ce côté fun que Britney Spears devrait développer [dans ses chansons]. »,. Bill Lamb d'About.com apprécie le hook conçu par Max Martin, qu'il juge accrocheur, à tel point qu'il considère que « [les personnes écoutant la chanson] vont peut-être se retrouver à fredonner les paroles sans même s'en rendre compte »,.
Cependant, certains critiques accueillent plus froidement If U Seek Amy, à cause de ce même double sens qui a fait son succès. Ainsi, pour Mayer Nissim de Digital Spy, la chanson est musicalement l'une des meilleures de l'album ; il juge cependant que les paroles manquent de subtilité et que le double sens ne fonctionne pas avec les phrases attenantes. Stephen Thomas Erlewine d'AllMusic, considère quant à lui que la chanson est un « exercice de style à la Katy Perry dans une sexualité vulgaire et commerciale qui est à la fois le meilleur et le pire de ce qui se fait. »,. Chris Willman d'Entertainment Weekly la trouve « puérile » et ajoute qu'« elle va être un phénomène pour collégiens ». The Independent critique la chanson, écrivant qu'« If You Seek Amy(sic) est vulgaire : la chanson tout entière n'est qu'une excuse pour que Britney Spears puisse chanter « Tous les garçons et toutes les filles veulent me baiser », ce qui est aussi nul que l'indignation que l'outrage [aux bonnes mœurs] est censé générer »,. L'hebdomadaire musical NME va même jusqu'à considérer que la chanson est l'une des plus obscènes de toute la musique pop.

### Controverse

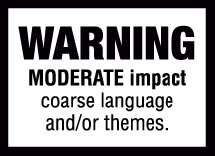
L'album Circus, qui contient If U Seek Amy, a été critiqué en Australie pour ne pas porter de signalétique de niveau 1 de l'Australian Recording Industry Association avertissant l'acheteur de « langage et/ou thèmes vulgaires ».

À la fin de l’année 2008, lors de la sortie de Circus, plusieurs médias ont relevé des plaintes de personnes ayant acheté l’album, au motif qu’If U Seek Amy ne convient pas à leurs enfants,. En Australie, les critiques se sont concentrées sur la signalétique de l’album, jugée insuffisante car n’indiquant aucun avertissement quant au contenu, et ainsi susceptible d’induire en erreur les parents achetant Circus pour leurs enfants en le pensant « tout public »,. Daniel Kreps de Rolling Stone a cependant défendu Britney Spears, en expliquant que les parents auraient dû se douter de la présence de sous-entendus sexuels, ce qui avait déjà été le cas dans de nombreuses chansons de l'artiste, citant à titre d'exemple ...Baby One More Time et Get Naked (I Got a Plan).
Lorsqu’If U Seek Amy est annoncée comme troisième single de l'album au début du mois de janvier 2009, des dizaines de stations de radio américaines se sont déclarées inquiètes, et certaines d'entre elles ont menacé de ne pas diffuser la chanson,,. Les directeurs des programmes de Z100 et de KIIS-FM ont comparé ce problème à celui vécu par leurs radios lorsque Don't Phunk with My Heart, des Black Eyed Peas, est sorti en single en 2005 : le mot « phunk » avait alors été interprété par les auditeurs comme « fuck ».
Au même moment, le groupe de défense américain Parents Television Council (PTC) a menacé de déposer plainte pour « indécence » devant la Federal Communications Commission, qui régule les émissions de radio, contre toute station de radio qui diffuserait la chanson entre 6 heures du matin et 10 heures du soir. Tim Winter, le président du PTC, a ainsi déclaré « Il n'y a pas d'interprétation erronée des paroles de cette chanson, et elle ne parle sûrement pas d'une fille prénommée Amy. C'est une chose d'avoir une chanson avec ces paroles incluse sur un CD pour que les fans qui veulent l'écouter puissent le faire, mais c'est un sujet tout à fait différent quand cette chanson est jouée sur des ondes gérées par l'État, surtout à des heures durant lesquelles des enfants sont susceptibles de faire partie des auditeurs. »,. Le PTC a aussi indiqué aux chaînes de télévisions américaines, notamment câblées, qu'elles seraient scrutées, même si le magazine Broadcasting & Cable a rappelé que la Federal Communications Commission n'a aucun pouvoir sur les chaînes câblées. Une autre organisation spécialisée dans l'évaluation des médias destinés aux enfants, Common Sense Media, avait, elle, indiqué que Circus convenait à des enfants à partir de l'âge de 13 ans et n'avait fait aucune remarque particulière à propos d’If U Seek Amy.
Confrontées à une forte demande de la part des auditeurs, plusieurs stations de radio ont décidé de diffuser la chanson. Dans la semaine du 15 au 21 janvier 2009, 6 des 40 plus grandes radios des États-Unis ont commencé à diffuser le morceau. Un grand nombre d'entre elles, dont celles de Clear Channel Radio, ont décidé de diffuser la chanson en la modifiant pour éviter toute homophonie, généralement en transformant « seek » (« chercher ») en « see » (« voir »), le refrain devenant « if you see Amy » (en français : « si tu vois Amy »). Certaines radios ont adopté d'autres méthodes, par exemple en retirant « if you », le refrain devenant « all of the boys and all of the girls are begging to seek Amy » (en français : « Tous les garçons et toutes les filles supplient de chercher Amy »), tandis que dans d'autres stations, les DJ ont donné à l'antenne leur propre nom pour remplacer « Amy » et empêcher l'homophonie,,,. Selon David Hinckley du New York Daily News, Clear Channel Radio n'aurait de toute façon pas tenté de diffuser la version originelle, le risque d'être attaqué judiciairement par la Federal Communications Commission étant trop grand, alors que l'entreprise connaît à cette époque des difficultés financières.
Face à l'agitation médiatique, le label de la chanteuse, Jive Records, décide de préparer une version censurée. Fin janvier 2009, la nouvelle version, renommée If U See Amy est distribuée aux radios américaines par la maison de disques de la chanteuse, et il est annoncé qu'elle sera aussi envoyée aux radios britanniques,. Pour Sean Michaels du Guardian, If U See Amy, en faisant disparaître le double sens de la version originelle, a rendu les paroles totalement incompréhensibles. En Australie, où la chanson n'a pas été officiellement renommée, certaines radios décident d'utiliser la version censurée, tandis que d'autres préfèrent conserver l'originale, malgré les critiques de l'Australian Family Association qui juge la chanson « destructrice ». La polémique n'empêche pas les radios américaines de diffuser le titre, l'aidant à atteindre dès janvier 2009 la position 92 du Billboard Hot 100. Aux États-Unis, If U Seek Amy a été la 87e chanson la plus diffusée à la radio durant l'année 2009.

## Clip vidéo

### Réalisation
Le clip vidéo d’If U Seek Amy a été tourné le 7 février 2009 à Pacific Palisades, en Californie et a été réalisé par Jake Nava, qui avait déjà travaillé avec Britney Spears pour la vidéo de la chanson My Prerogative,. Il est sorti en avant-première le 12 mars 2009 sur le site officiel de la chanteuse ainsi que sur celui de Virgin Mobile.
Britney Spears est habillée dans le clip vidéo par le styliste David Thomas. Pendant les scènes de fête de la vidéo, elle porte des leggings noirs American Apparel conçus pour réfléchir la lumière et donner une impression de moiteur correspondant à l'ambiance du clip, ainsi qu'un corset de la même couleur imaginé par le créateur londonien de lingerie Bordelle. Elle porte aussi une paire de chaussures à semelles compensées rouges Louboutins ornées de pétales, dont la vente au grand public n'a commencé qu'un mois plus tard,. Lorsqu'elle est habillée en femme au foyer à la fin du clip, la chanteuse porte une perruque blonde, un sweat rose pâle, une jupe blanche Derek Lam et un polo Lacoste rose vif,. Ce dernier style vestimentaire est, selon Chris Johnson du Daily Mail, inspiré d'une publicité Pepsi dans laquelle elle avait joué en 2001. Pour Leah Greenblatt d'Entertainment Weekly, la coiffure de la chanteuse, dans cette même scène, lui donne un air de Marilyn Monroe.

### Scénario

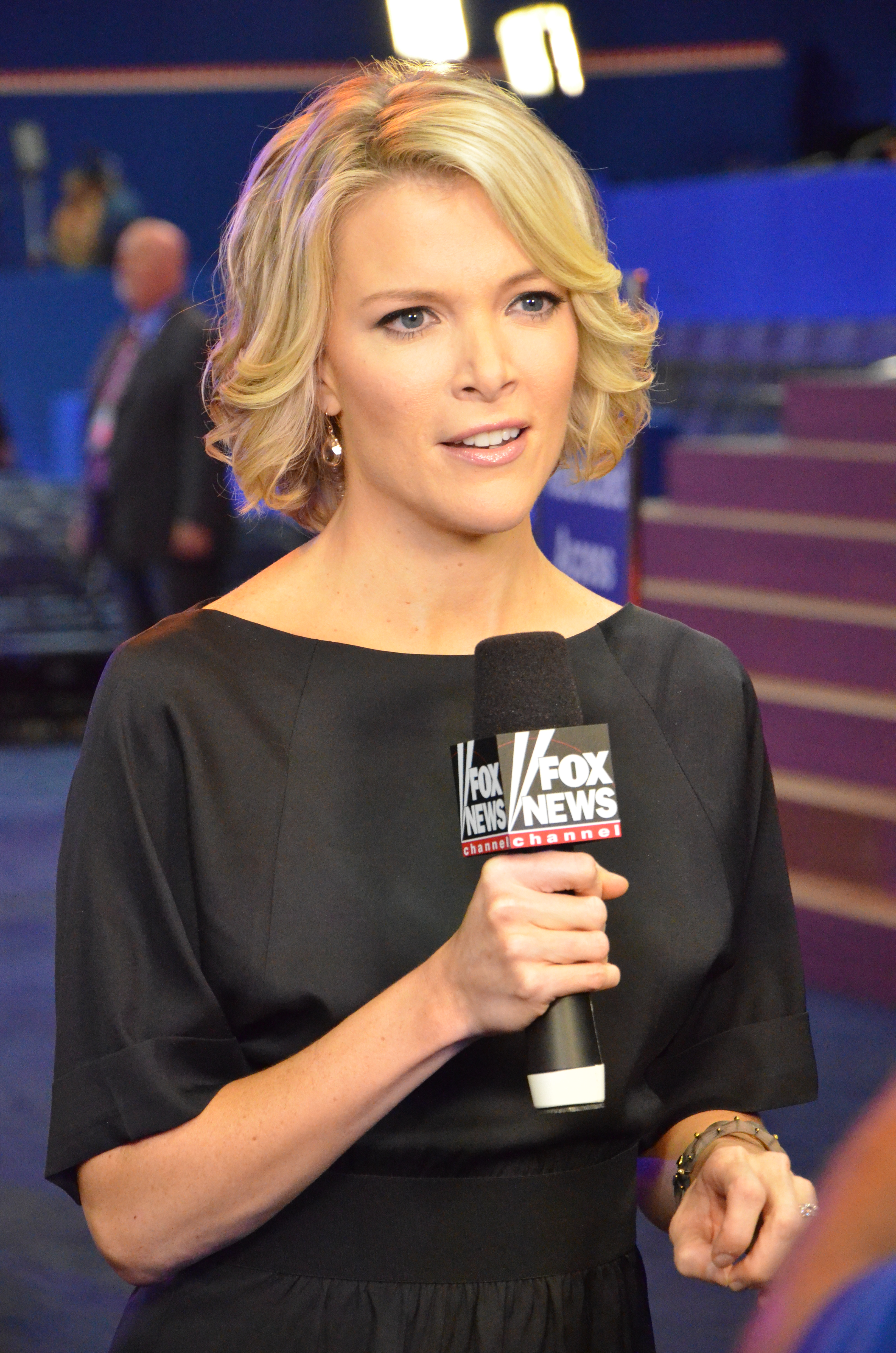
Le début et la fin du vidéoclip parodient Megyn Kelly, la présentatrice de l'émission America's Newsroom (ici en 2012)

La vidéo commence par une scène dans laquelle une présentatrice de journal télévisé annonce le titre de la chanson tandis qu'une bannière indique « Les paroles de la chanson de Britney Spears énoncent des grossièretés de façon détournée ». Cette scène est en fait une parodie de l'émission America's Newsroom et de sa présentatrice vedette de l'époque, Megyn Kelly, qui avait annoncé en janvier 2009 qu'If U Seek Amy n'est « vraiment que le mot « fuck » énoncé de façon détournée »,. La scène suivante se déroule dans une maison où une orgie est en train de se terminer. Britney Spears, assise sur un lit, commence à chanter pendant qu'autour d'elle les gens se rhabillent. Au moment de terminer le premier couplet, elle ramasse au sol des sous-vêtements, censés représenter ses problèmes personnels et sa relation conflictuelle avec les médias lors de l'ère Blackout, son précédent album, en faisant référence au vidéoclip de Piece of Me, dans lequel elle accomplit le même geste. Britney Spears danse entourée de quatre danseurs pour le premier refrain, puis de quatre danseuses lors du deuxième refrain. Au moment du pont, elle se change et revêt une tenue inspirée de celle des femmes au foyer des années 1950, lui donnant un air conservateur. Alors que le refrain recommence, elle quitte la chambre où elle se changeait pour se diriger vers la cuisine, où elle récupère une tarte. Gardant cette dernière en main, elle se dirige alors vers le portail d'entrée de son jardin, rejointe par son mari et ses deux enfants, eux aussi habillés traditionnellement, sa petite fille portant le même uniforme d'écolière que la chanteuse dans le clip de ...Baby One More Time. Ils se retrouvent alors entourés de paparazzi les prenant en photo, ces derniers ne se doutant pas de ce qui se déroulait à l'intérieur de la maison. La vidéo se termine avec la présentatrice qui annonce « cela n'a aucun sens, n'est-ce pas ? ».

### Accueil
James Montgomery de MTV a constaté que la vidéo parvient à combiner des éléments des vidéoclips précédents de Britney Spears, reprenant ainsi le style d’Everytime en plus joyeux, les danseurs dénudés d’I'm a Slave for You, la force dégagée par la chanteuse dans Stronger ainsi que la sensualité affichée dans Toxic et Womanizer. Pour lui, la vidéo d’If U Seek Amy est une « magnifique fusion de toutes ces Britney et une belle synthèse de sa carrière. »,. Selon Daniel Kreps de Rolling Stone, la scène représentant l'orgie fait penser au film Eyes Wide Shut et If U Seek Amy, qui avait déjà rendu nerveuses les radios, risque d'avoir le même effet sur les chaînes de télévision comme MTV, ajoutant qu'elle « est peut-être la toute première vidéo de [Britney] Spears créée essentiellement dans l'idée d'être diffusée sur l'amoral Internet, un clip effronté qui n'a pas besoin d'atténuer son côté sexuel, que ce soit au niveau des paroles ou de l'image, dans le but de passer à l'antenne. »,. Leah Greenblatt d’Entertainment Weekly a été quant à elle assez critique, estimant qu'il est « difficile de penser que même le plus bête des auditeurs ne saisisse pas le véritable sens de la chanson, [et que] la vidéo en elle-même est plutôt insipide… presque décevante. »,.

## Interprétations en direct

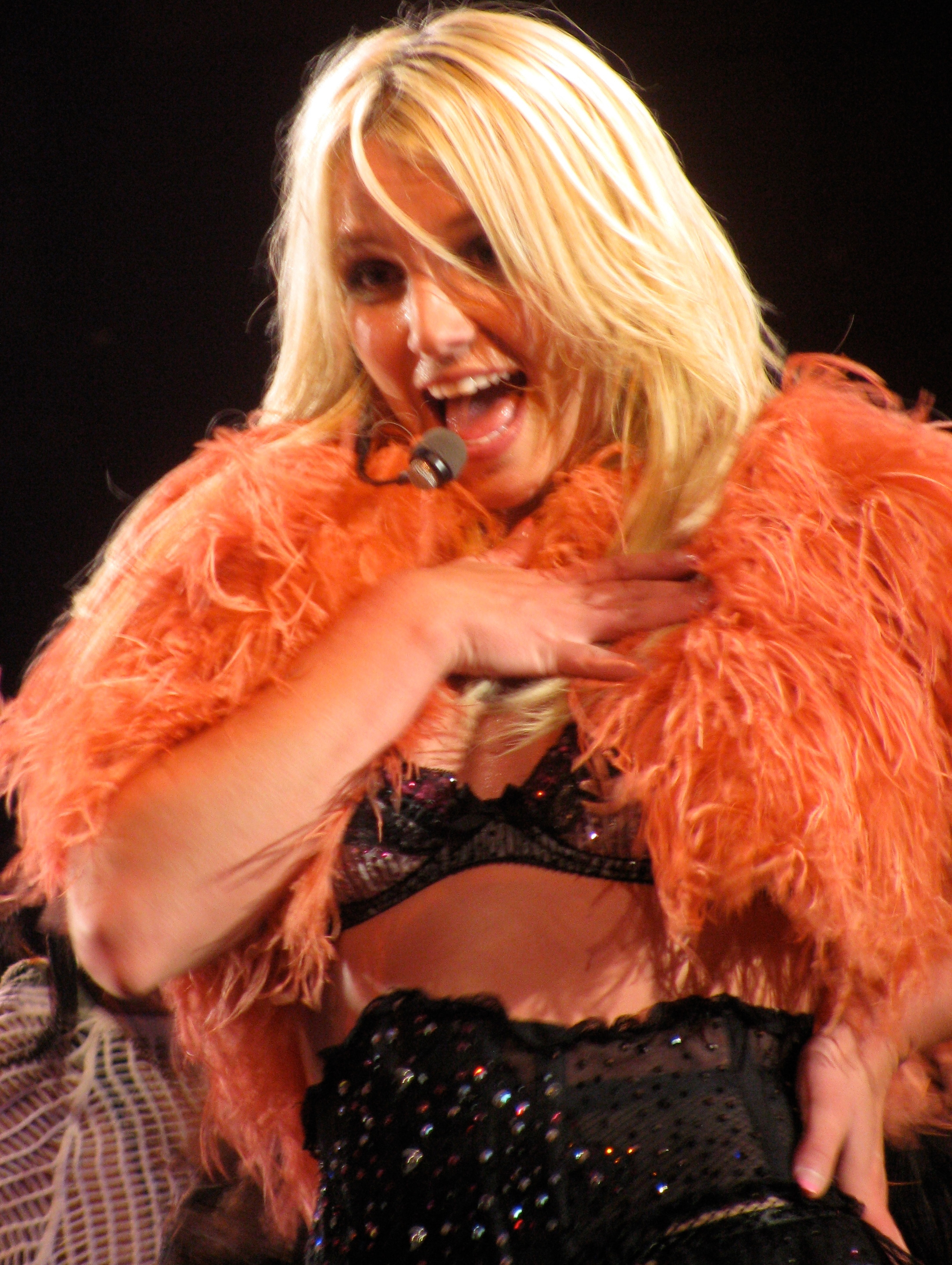
Britney Spears chantant If U Seek Amy le 2 mai 2009 à la Mohegan Sun Arena lors du Circus Tour.

Britney Spears chante If U Seek Amy en 2009 lors de sa tournée mondiale The Circus Starring: Britney Spears. Après le titre Boys, la chanteuse fait une marche militaire avec ses danseurs masculins puis met une veste en fausse fourrure pour chanter If U Seek Amy. À la fin de la chanson, elle se munit d'un marteau géant rose pour frapper ses danseurs qui sortent de trous aménagés dans la scène, comme dans le jeu d'arcade Whac-A-Mole. Jerry Shriver d’USA Today a dit lors du premier concert de la tournée que « [le] single If U Seek Amy déclenche de nombreux cris parmi les spectateurs, qui se mettent à chanter la chanson au moment où Britney Spears secoue sa crinière blonde »,. Craig Rosen du Hollywood Reporter remarque que « l'artiste qui a déclenché l'ire des parents dès le début [de sa carrière] avec sa scandaleuse tenue d'écolière continue de s'employer à choquer et effrayer. Son dernier [single], If U Seek Amy, […] a été inclus dans la liste des chansons jouées au concert, à la grande joie de ses jeunes fans »,.

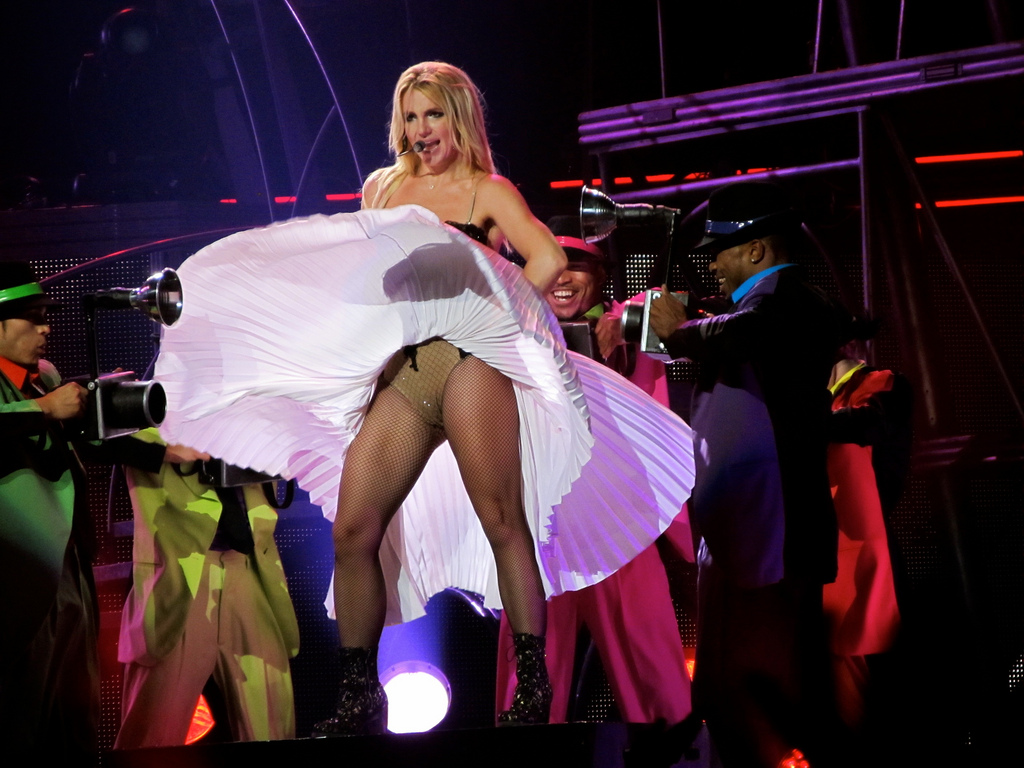
Britney Spears chantant If U Seek Amy le 26 juillet 2011 à Cleveland lors du Femme Fatale Tour.

If U Seek Amy fait partie de la tournée consécutive au septième album de la chanteuse, organisée en 2011, le Femme Fatale Tour. À la fin de la chanson Lace and Leather, Britney Spears réapparait sur scène pour y interpréter une version jazz du titre, habillée d'une jupe blanche virevoltant sous l'effet d'un ventilateur placé sous elle, clin d'œil à la célèbre scène jouée par Marilyn Monroe dans le film Sept Ans de réflexion. Les décors derrière la chanteuse montrent les images d'un film policier en noir et blanc des années 1940, tandis que des photographes portant des tenues colorées prennent des photos d'elle. Rick Fiorino, d'ARTISTdirect, commente : « Mélanger l'ambiance d'un vieux film policier à celle d'un tube planétaire joué dans un stade est quelque chose qu'aucune star de la pop n'avait tenté, et une fois encore, Britney est la première. »,. Nicki Escudero, du Phoenix New Times, ajoute qu'il est « sympa » d'entendre des versions remixées d'anciens hits, « comme la jazzy If You Seek Amy(sic), la sensuelle Boys, d'inspiration moyen-orientale, et la frénétique Toxic. »,.

## Liste des éditions
If U Seek Amy a parfois été censurée en If U See Amy pour pouvoir être diffusée sur toutes les radios.
| - CD promotionnel no 1 aux États-Unis 1. If U See Amy — 3:37 2. If U Seek Amy — 3:37 3. If U Seek Amy (Instrumental) — 3:30 4. If U See Amy (Acapella) — 3:37 5. If U Seek Amy (Acapella) — 3:37 - CD promotionnel no 2 aux États-Unis 1. If U See Amy (US Radio Edit) — 3:20 - CD maxi en Europe et en Asie, 1. If U Seek Amy — 3:37 2. If U Seek Amy (Bimbo Jones Radio Remix) — 2:57 3. If U Seek Amy (Crookers Remix) — 4:29 4. If U Seek Amy (U-Tern Remix) — 6:10 5. If U Seek Amy (Vidéoclip) — 3:46 | - CD single en Australie et au Royaume-Uni 1. If U Seek Amy — 3:37 2. Circus (Joe Bermudez Radio Remix) — 3:43 - Téléchargement numérique – Remix EP 1. If U See Amy (Crookers Remix) — 4:29 2. If U Seek Amy (Mike Rizzo Funk Generation Club Mix) — 7:52 3. If U Seek Amy (Weird Tapes Club Mix) — 5:14 4. If U Seek Amy (Junior Vasquez Big Room Mix) — 9:43 5. If U Seek Amy (U-Tern Remix) — 6:10 6. If U Seek Amy (Doug Grayson Club Mix) — 5:18 - The Singles Collection : boxset single, 1. If U Seek Amy — 3:37 2. If U Seek Amy (Crookers Remix) — 4:29 |

## Crédits
| - Chant : Britney Spears - Écriture : Max Martin, Shellback, Savan Kotecha et Alexander Kronlund - Composition : Max Martin, Shellback, Savan Kotecha et Alexander Kronlund - Production : Max Martin | - Mixage : Serban Ghenea - Édition Pro Tools : John Hanes - Programmation : Max Martin et Shellback - Chœurs : Britney Spears, Kinnda et Max Martin |

Crédits extraits du livret de l'album Circus, Jive Records.

## Ventes et diffusions à la radio
Selon les données recueillies par Nielsen Soundscan, If U Seek Amy a été vendue à plus de 107 000 exemplaires numériques début 2009 aux États-Unis, après deux semaines de commercialisation de Circus. Après sa sortie en tant que troisième single de l'album, la chanson atteint la semaine du 22 avril 2009 la 10e position du Pop 100, puis, le 9 mai 2009, elle atteint le top 19 du Hot 100, permettant à Circus d'être son second album depuis …Baby One More Time à posséder trois singles ayant accédé au top 10 du Pop 100 et au top 20 du Hot 100. En juin 2012, 1 255 000 exemplaires numériques de If U Seek Amy avaient été vendus aux États-Unis depuis 2009, faisant de la chanson le dixième meilleur single de Britney Spears en termes de ventes numériques, à cette date.
À l'international, la chanson a connu un succès modéré, atteignant le top 20 en Australie, en Belgique, en France, en Irlande, en Nouvelle-Zélande, au Royaume-Uni et en Suède. En Australie, la chanson a reçu un disque d'or, indiquant des ventes d'au moins 35 000 exemplaires.

### Classements hebdomadaires
Addition des ventes (et/ou des diffusions radio) chaque semaine.
| Pays               | Hit-parade                              | Meilleure position | Temps dans le classement |
| ------------------ | --------------------------------------- | ------------------ | ------------------------ |
| Allemagne          | Top-100                                 | 36                 | 8 semaines               |
| Australie          | ARIA Singles Chart                      | 11                 | 14 semaines              |
| Autriche           | Ö3 Austria Top 40                       | 34                 | 4 semaines               |
| Belgique           | Ultratop 50 (Nl)                        | 16                 | 11 semaines              |
| Belgique           | Ultratop 40 (Fr)                        | 8                  | 14 semaines              |
| Brésil             | Hot 100 Airplay                         | 4                  | NC                       |
| Brésil             | Hot Pop & Popular Songs                 | 7                  | NC                       |
| Bulgarie           | Bulgaria Singles Top 40                 | 28                 | 8 semaines               |
| Canada             | Hot 100                                 | 13                 | 22 semaines              |
| Canada             | Hot Digital Singles                     | 7                  | NC                       |
| Danemark           | Tracklisten                             | 23                 | 12 semaines              |
| États-Unis         | Hot 100                                 | 19                 | 20 semaines              |
| États-Unis         | Pop 100                                 | 8                  | 20 semaines              |
| États-Unis         | Pop 100 Airplay                         | 6                  | NC                       |
| États-Unis         | Hot Digital Songs                       | 17                 | 18 semaines              |
| États-Unis         | Dance/Electronic Digital Songs          | 35                 | 8 semaines               |
| États-Unis         | Dance Music/Club Play Singles           | 16                 | 12 semaines              |
| États-Unis         | Hot Adult Top 40 Tracks                 | 37                 | 2 semaines               |
| États-Unis         | Hot Dance Singles Sales                 | 3                  | NC                       |
| États-Unis         | Radio songs                             | 18                 | 16 semaines              |
| États-Unis         | Rhythmic Top 40                         | 33                 | 10 semaines              |
| France             | Téléchargement - singles - Top 50       | 11                 | 11 semaines,             |
| France             | Ventes singles                          | 10                 | 2 semaines               |
| France             | Diffusions radio                        | 25                 | ~12 semaines,.           |
| Hongrie            | Mahasz Rádiós Top 40                    | 38                 | 2 semaines,              |
| Irlande            | Ireland Singles Top 100                 | 11                 | 11 semaines              |
| Israël             | Top 10 Radio - Chansons internationales | 9                  | 1 semaine                |
| Italie             | Italy Singles Top 50                    | 46                 | 1 semaine                |
| Nouvelle-Zélande   | Top 40                                  | 17                 | 6 semaines               |
| Pays-Bas           | Single Top 100                          | 63                 | 4 semaines               |
| Portugal           | Top 50                                  | 28                 | 3 semaines               |
| République tchèque | Radio Top 100                           | 39                 | 6 semaines               |
| Royaume-Uni        | Singles Top 100                         | 20                 | 11 semaines              |
| Slovaquie          | Radio Top 100                           | 16                 | 14 semaines              |
| Suède              | Sverigetopplistan                       | 13                 | 14 semaines              |
| Suisse             | Schweizer Hitparade                     | 61                 | 4 semaines               |

### Classements de fin d'année
Addition des ventes (et/ou des diffusions radio) de l'année entière.
| Pays          | Hit-parade (2009)           | Position |
| ------------- | --------------------------- | -------- |
| Australie     | ARIA Singles Chart          | 97       |
| Belgique (Fr) | Ultratop 40                 | 65       |
| Canada        | Canadian Hot 100,           | 68       |
| États-Unis    | Billboard Hot 100,          | 74       |
| États-Unis    | Hot 100 Airplay,            | 87       |
| France        | Ventes et diffusions radios | 91       |
| Hongrie       | Mahasz Rádiós Top 100,      | 169      |
| Royaume-Uni   | UK Singles Chart            | 172      |
| Suède         | Sverigetopplistan           | 71       |

### Certification
| Pays      | Source | Certification |
| --------- | ------ | ------------- |
| Australie | ARIA   | Or            |

## Historique de sortie
| Pays        | Date          | Label      | Format                   |
| ----------- | ------------- | ---------- | ------------------------ |
| Allemagne   | 13 mars 2009  | Zomba      | Téléchargement numérique |
| Australie   | 13 mars 2009  | Zomba      | Téléchargement numérique |
| France      | 13 mars 2009  | RCA / Jive | Téléchargement numérique |
| Belgique    | 30 avril 2009 | RCA / Jive | Téléchargement numérique |
| Brésil      | 30 avril 2009 | RCA / Jive | Téléchargement numérique |
| Espagne     | 30 avril 2009 | RCA / Jive | Téléchargement numérique |
| Italie      | 30 avril 2009 | RCA / Jive | Téléchargement numérique |
| Portugal    | 30 avril 2009 | RCA / Jive | Téléchargement numérique |
| Royaume-Uni | 30 avril 2009 | RCA / Jive | Téléchargement numérique |
| Suède       | 30 avril 2009 | RCA / Jive | Téléchargement numérique |
| Australie   | 5 mai 2009    | Zomba      | CD single                |
| Allemagne   | 29 mai 2009   | Zomba      | CD single                |